# Robert Cornelius
Robert Cornelius (Filadélfia, 1 de março de 1809 - Frankford, 10 de agosto de 1893) foi um pioneiro americano da fotografia e um fabricante de lâmpadas.

## Biografia
Cornelius nasceu na Filadélfia, filho de Sarah Cornelius (nascida Soder) e Christian Cornelius. Seu pai havia imigrado de Amsterdã em 1783 e trabalhava como ourives antes de abrir uma empresa de fabricação de lâmpadas. Robert Cornelius frequentou uma escola particular quando jovem, tendo um interesse particular em química. Em 1831, ele começou a trabalhar para o pai, especializado em revestimento de prata e polimento de metais. Ele se tornou tão conhecido por seu trabalho que, logo após a invenção do daguerrótipo, Cornelius foi abordado por Joseph Saxton para criar uma placa de prata para seu daguerreótipo da Central High School, na Filadélfia. Foi essa reunião que despertou o interesse de Cornelius pela fotografia.
Com seu próprio conhecimento de química e metalurgia, bem como a ajuda do químico Paul Beck Goddard, Cornelius tentou aperfeiçoar o daguerreótipo. Por volta de outubro de 1839, aos trinta anos, Cornelius tirou um auto-retrato do lado de fora da loja da família. O daguerreótipo produzido é um retrato descentralizado de um homem com braços cruzados e cabelos despenteados. Embora a fotografia de Daguerre do Boulevard du Temple, tirada um ano antes, tenha sido descoberta por incluir acidentalmente duas figuras humanas na calçada (elas permaneceram imóveis o tempo suficiente para imprimir a exposição), Cornelius A imagem - que exigia que ele ficasse imóvel por 10 a 15 minutos - é o mais antigo retrato / auto-retrato fotográfico intencional conhecido de um ser humano feito na América, precedido por pelo menos alguns meses por retratos feitos por Hippolyte Bayard na França.
Cornelius operaria dois dos primeiros estúdios fotográficos nos EUA entre 1841 e 1843, mas à medida que a popularidade da fotografia aumentava e mais fotógrafos abriam estúdios, Cornelius perdeu o interesse ou percebeu que poderia ganhar mais dinheiro na empresa de iluminação e gás da família.

## Vida pessoal
Cornelius casou-se com Harriet Comly (às vezes escrito "Comely") em 1832. Eles tiveram oito filhos: três filhos e cinco filhas.

## Últimos anos e morte
Cornelius se aposentou dos negócios de sua família em 1877. Nos últimos anos, ele morou em sua casa de campo em Frankford, Filadélfia. Ele também era ancião da Igreja Presbiteriana, da qual foi membro por cinquenta anos. Morreu em sua casa, em Frankford, no dia 10 de agosto de 1893.